# Colección William Farquhar de dibujos de historia natural
La colección William Farquhar de dibujos de historia natural consta de 477 dibujos botánicos en acuarela de plantas y animales de Malasia y Singapur  realizados por artistas chinos desconocidos (probablemente cantoneses) que fueron encargados entre 1819 y 1823 por William Farquhar (26 de febrero de 1774-13 de mayo de 1839). Las pinturas estaban destinadas a ser de valor científico con dibujos muy detallados, excepto las de las aves que tienen texto que va más allá de su propósito original. Para cada dibujo, se escribió a lápiz el nombre científico y/o común del espécimen en malayo y, ocasionalmente, en inglés. Un traductor también escribió los nombres malayos en jawi con tinta. El papel utilizado era normalmente papel europeo enmarcado por un marco azul, mientras que algunos no tienen ningún marco, lo que hace sugerir que pudieron existir dos artistas.

## Historia

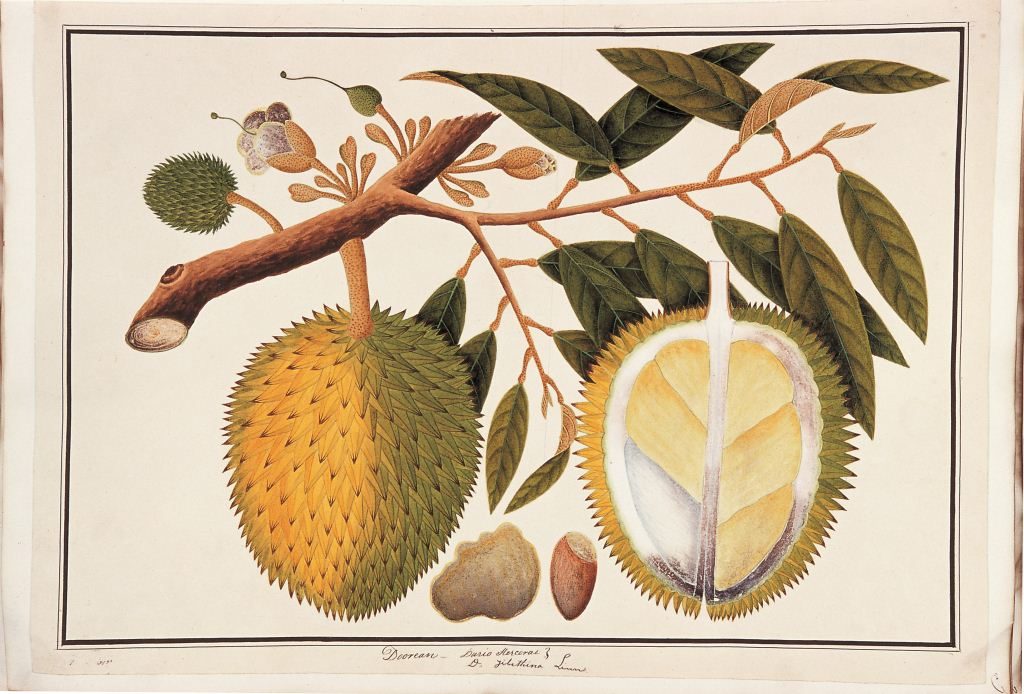
El dibujo de este Durian muestra un buen ejemplo de gran detalle científico que refleja el interior del fruto y la estructura de la semilla.

Durante su mandato como residente y comandante de Singapur, Farquhar contrató a un grupo de artistas chinos de Macao capacitados profesionalmente (como lo describe Munshi Abdullah) para pintar acuarelas de la flora y la fauna de la península malaya. Farquhar los donó en ocho volúmenes al Museo de la Real Sociedad Asiática de Gran Bretaña e Irlanda el 17 de junio de 1826. En 1937, la Sociedad prestó seis de los volúmenes a la Biblioteca del Museo Británico (Historia Natural) (ahora Biblioteca del Museo de Historia Natural), conservando los dos volúmenes de dibujos botánicos en su propia biblioteca. En 1991, el Museo de Historia Natural devolvió las obras a la Sociedad para su valoración, y el 20 de octubre de 1993 la Sociedad las puso a la venta en subasta en Sotheby's de Londres, donde fueron adquiridas por Goh Geok Khim, fundador de la firma de corretaje GK Goh por S$ 3 millones. Goh donó los dibujos al Museo Nacional de Singapur en 1995. En 2011, se creía que la colección valía al menos $ 11 millones. En 2011, 70 obras de la colección se colocaron en exhibición permanente en la Galería Goh Seng Choo del museo, que lleva el nombre del padre de Goh.

## Controversia
Debido a la calidad variable del trabajo realizado por algunos artistas, algunos dibujos han resultado difíciles de identificar. No obstante, los botánicos han identificado algunos de estos dibujos problemáticos, uno de los cuales es un dibujo de un malcoha de Raffles macho en el que el pecho es demasiado amarillo. Otros que aún no se han identificado incluyen un dibujo de una planta trepadora similar a Smilax. La placa 29 de la inscripción de la colección dice Soogow, probablemente un error ortográfico de "saga". Sin embargo, el dibujo muestra poco parecido con esta última.
Los historiadores sugieren que muchos de los fondos de los dibujos se copiaron de manuales de dibujo. Un ejemplo de ello es un dibujo del ciervo ratón grande, cuyo fondo muestra un trepador sin hojas pegado a una roca. Algunos eruditos cuestionan esto, ya que los ciervos ratón no viven en hábitats tan rocosos. Esto sugiere que los artistas no visitaron el hábitat del sujeto o, si lo hicieron, que no fueron particularmente observadores.
En el libro Natural History Drawings: The Complete William Farquhar Collection, Malay Peninsula 1803-1818, un artículo de Kwa Chong Guan sugiere que había dos artistas, uno generalmente enmarca sus obras como se ve en la ilustración del durian y otro que hace lo contrario. Por lo general, el artista que dibuja un marco alrededor de su trabajo muestra hongos en forma de rocas mientras que el otro toma las rocas en su propia forma natural. Además, el artista que dibuja marcos generalmente tiene dibujos de árboles con sus raíces extendidas mientras que el otro las representa de una manera apretada.

## Libros
Las obras se publicaron en dos volúmenes, el primero de ellos, The William Farquhar Collection of Natural History Drawings, publicado en 1999, muestra 141 de estas ilustraciones. En 2010, Editions Didier Millet y el Museo Nacional de Singapur publicaron una segunda versión que contiene impresiones de las 477 obras de la colección de Farquhar.

## Galería

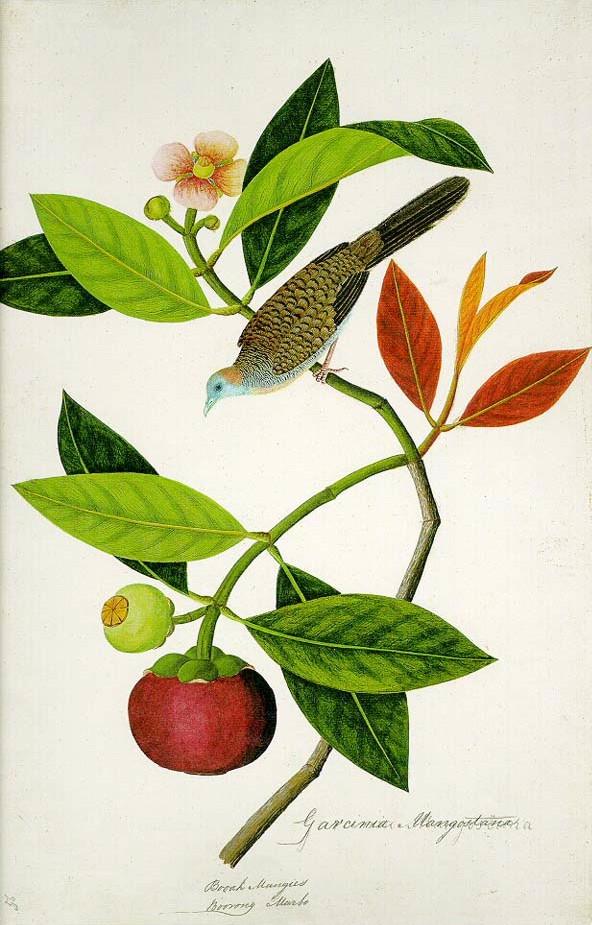
Un dibujo de acuarela de la paloma cebra o tortolita estriada (Geopelia striata; conocida en malayo como burung merbuk) posada en una rama de mangostán púrpura ( 'Garcinia mangostana; malayo buah manggis).
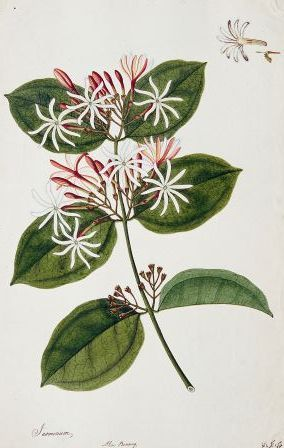
El jazmín silvestre (Jasminum laurifolium o Jasminum longipetalum, malayo bunga pekan o melur hutan).
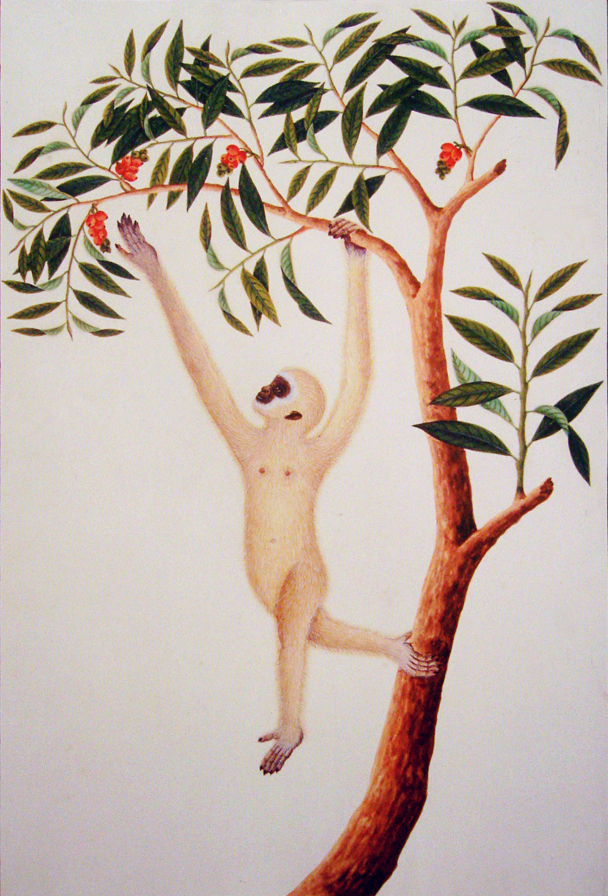
El gibón de manos blancas o gibón lar (Hylobates lar, malayo ungka tangan putih). El árbol puede ser un bignay (también conocido como bugnay, bignai o grosella, Antidesma bunius), o puede ser simplemente de la imaginación del artista.
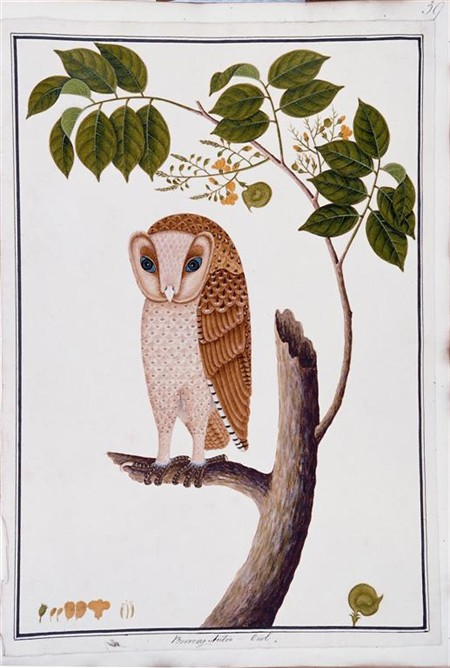
Un búho de bahía oriental o lechuza cornuda (Phodilus badius ; malayo burung hantu ["pájaro fantasma"]), posado en un árbol de angsana (Pterocarpus indicus). La ilustración del búho está muy idealizada, ya que cada pluma se muestra en su lugar y separada de las demás.
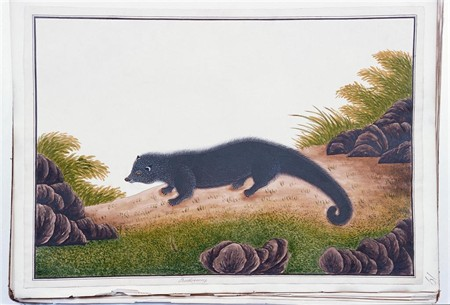
El binturong o gato oso asiático (Arctictis binturong).
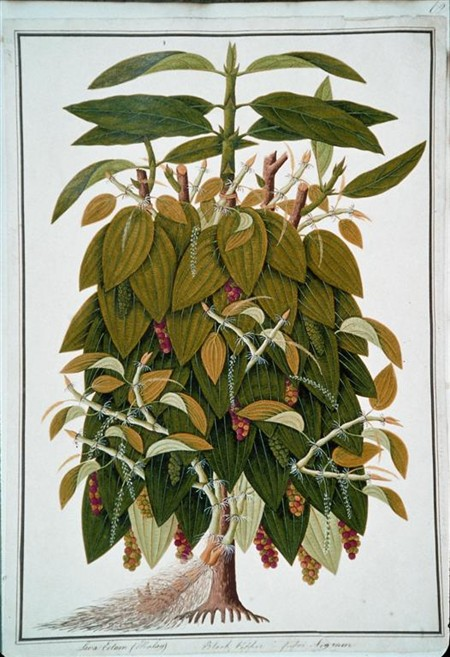
La pimienta negra (Piper nigrum, malayo lada hitam).